# منطقه بیشان
منطقه بیشان (به چینی: 璧山区، به پین‌یین: Bìshān Qū) یک منطقهٔ شهرداری تابع شهر چونگ‌چینگ، در جمهوری خلق چین است. منطقه بیشان ۹۱۲ کیلومتر مربع مساحت و ۵۸۶٬۰۰۰ نفر جمعیت دارد.
در مارس سال ۱۹۹۷ میلادی، شهرستان بیشان از استان سیچوآن جدا شده و به شهر جدید التاسیس در سطح استان چونگ‌چینگ پیوست.
در ژوئن ۲۰۱۴، «شهرستان بیشان» به «منطقه بیشان» ارتقاء یافت.